# Lagartera
Lagartera es un municipio y localidad española de la provincia de Toledo, en la comunidad autónoma de Castilla-La Mancha.  El término municipal tiene una población de 1315 habitantes (INE 2024).

## Toponimia
El término Lagartera se deriva del latín lacertus, lagarto, con el sufijo -aria, indicativo de abundancia.

## Geografía
El pueblo se encuentra situado en la falda de un cerro al noreste de la provincia de Toledo, a unos 121 kilómetros de la capital provincial. Pertenece a la comarca de la Campana de Oropesa y linda con los municipios de Candeleda al norte, Oropesa al este y sur, Torrico al sur, y Herreruela de Oropesa, La Calzada de Oropesa y la Dehesa de Villalba, territorio segregado de Oropesa, al oeste. Su término municipal es preferentemente llano, con algunos cerros, y alargado de norte a sur y se extiende desde el valle del río Tiétar al norte (este río hace de límite con la provincia de Ávila) hasta las cercanías del río Tajo al sur. El pueblo está a 396 metros sobre el nivel del mar.
| Noroeste: La Calzada de Oropesa | Norte: Candeleda      | Noreste: Oropesa |
| Oeste: Oropesa (exclave)        |                       | Este: Oropesa    |
| Suroeste: Herreruela de Oropesa | Sur: Oropesa, Torrico | Sureste: Oropesa |

## Historia
Los primeros pobladores de la región fueron los vetones, pueblo perteneciente a la cultura celta, tal como lo demuestra los verracos y las cañadas para el ganado, que después fueron aprovechadas por los romanos para sus calzadas. A partir de aquí se fueron sucediendo una serie de culturas. 
Los primeros documentos conocidos de Lagartera como pueblo se remontan a principios del siglo XII cuando, una vez conquistado Toledo por Alfonso VI, los mozárabes empezaron a repoblar el territorio. Lagartera inicialmente fue pues, un asentamiento mozárabe.
Es muy probable que sus primeros habitantes procedieran de Toledo y que ello fuera el origen del nombre toleíllo, el barrio más antiguo, que aún se conserva y que se considera el núcleo primitivo del pueblo. Tenía iglesia de culto cristiano (hoy desaparecida) que por pertenecer la localidad a la Comunidad de Villa y Tierra de Ávila pagaba tributo a la catedral de Ávila, de cuya diócesis dependió hasta 1955 y que se considera la iglesia más antigua de la zona. 
En el siglo XIV, el rey Enrique II concedió a García Álvarez de Toledo la villa de Oropesa y sus aldeas, entre las que se encontraba Lagartera, como recompensa por la entrega de Toledo.
En 1512 el segundo conde de Oropesa, Francisco Álvarez de Toledo y Pacheco, mandó construir los pórticos norte y sur de la iglesia actual.
En 1642 el séptimo conde de Oropesa, Duarte Fernando Álvarez de Toledo, cuyas arcas pasaban por dificultades económicas, y apremiado por el rey Felipe IV (al cual debía 180 000 ducados), concede, a cambio de una gran suma de dinero, la independencia a Lagartera, dándole rango de Villa y dotándole de jurisdicción y justicia propias.
A mediados del siglo XIX tenía 498 casas y el presupuesto municipal ascendía a 25 636 reales, de los cuales 3300 eran para pagar al secretario.

## Demografía
Cuenta con una población de 1315 habitantes (INE 2024).
| Gráfica de evolución demográfica de Lagartera entre 1842 y 2021                                                       |
| |
| Población de derecho según los censos de población del INE. Población de hecho según los censos de población del INE. |

## Economía

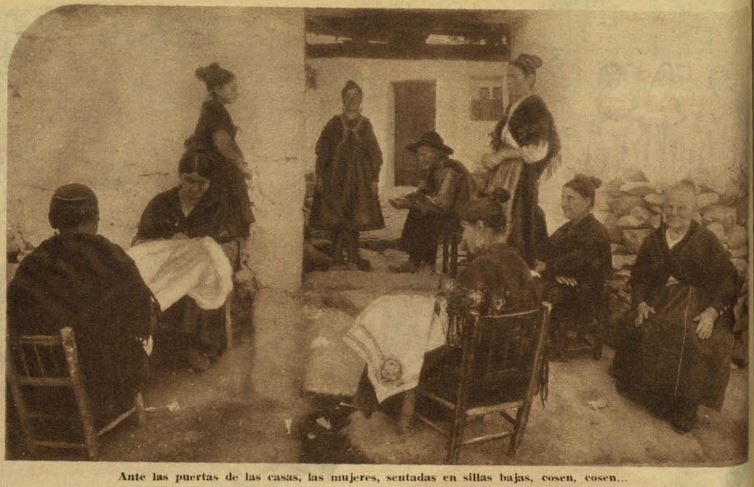
Bordadoras lagarteranas en junio de 1931

El espíritu viajero del pueblo se remonta al siglo XVII, cuando los lagarteranos empezaron a ejercer de arrieros vendiendo por toda España paños angostos confeccionados en sus propios telares. A su vez traían platos de cerámica para adornar los portales de sus casas, convirtiéndolas así en verdaderos museos. Estos telares referidos se mantuvieron activos hasta mediados del siglo XIX.
La actividad comercial de sus bordados artesanales empezó a principios del siglo XX y actualmente, la mayor parte de la economía del pueblo se basa en esta actividad.

## Administración y política
| Periodo   | Nombre                                                                | Partido |
| --------- | --------------------------------------------------------------------- | ------- |
| 1979-1983 | Rufino Santillana Otero                                               | PSOE    |
| 1983-1987 | Máximo Santillana Garía                                               | PSOE    |

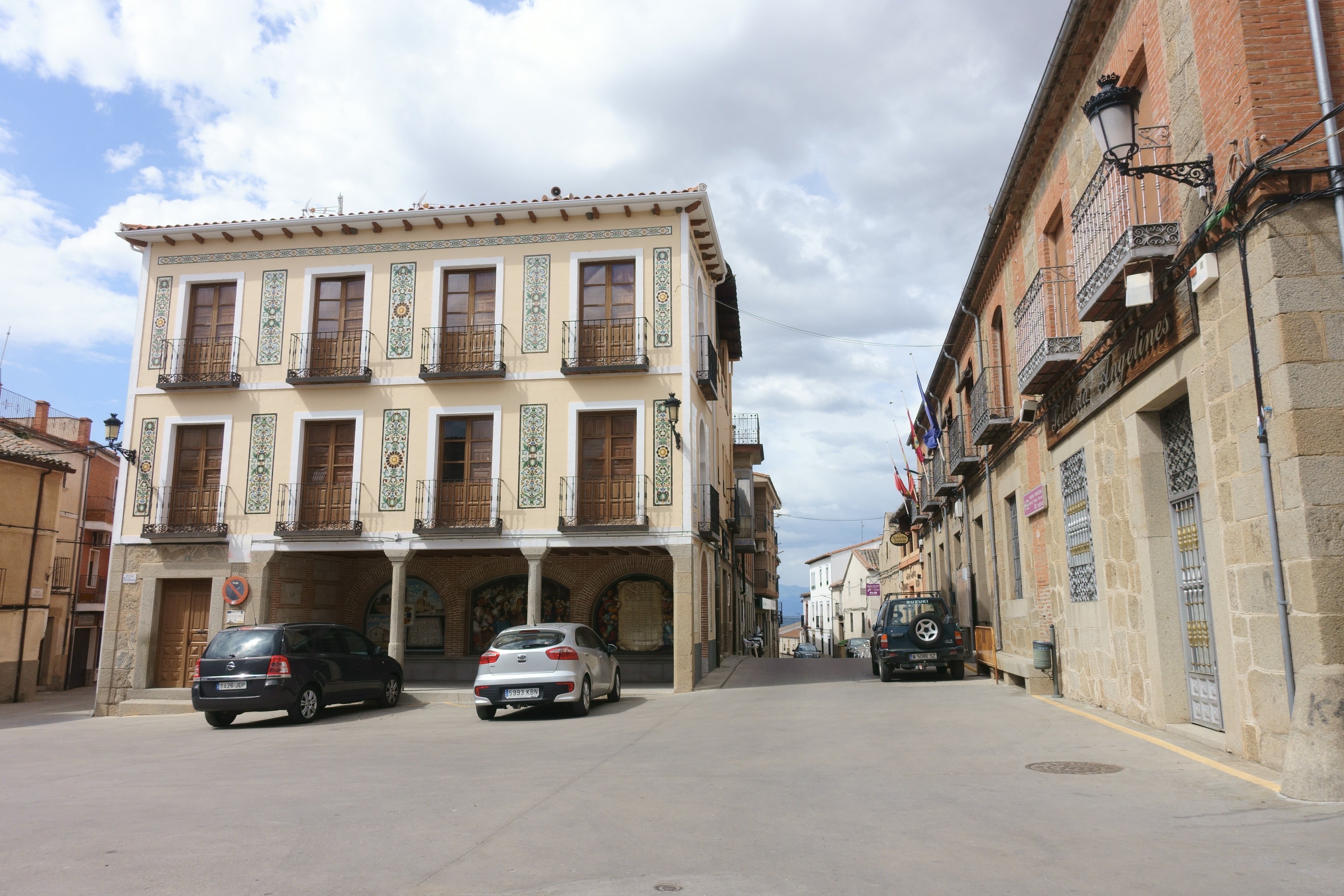
Plaza de la Constitución

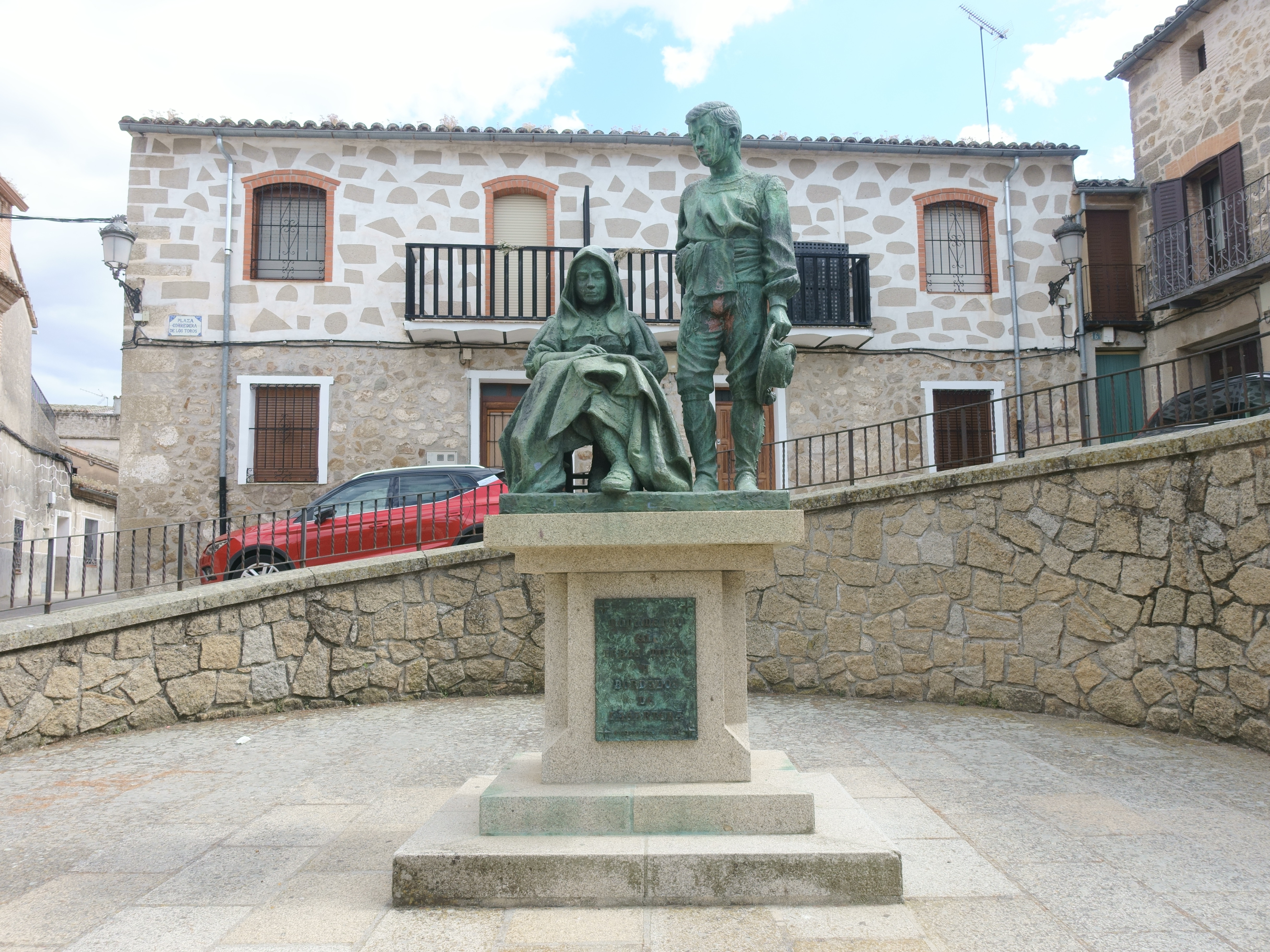
Monumento al Traje Típico y Bordados de Lagartera

| 1987-1991 | Benjamín Otero Corrochano                                             | PSOE    |
| 1991-1995 | Benjamín Otero Corrochano                                             | PSOE    |
| 1995-1999 | Benjamín Otero Corrochano                                             | PSOE    |
| 1999-2003 | Manuel García Lozano                                                  | PSOE    |
| 2003-2007 | Lorenzo Lozano Bermejo                                                | PSOE    |
| 2007-2011 | Lorenzo Lozano Bermejo                                                | PSOE    |
| 2011-2015 | José Vicente Amor Jiménez                                             | PP      |
| 2015-2019 | José Vicente Amor Jiménez (2015-2018) Sergio Alía Estrada (2018-2019) | PP      |
| 2019-2023 | Sergio Alía Estrada                                                   | PP      |

## Patrimonio

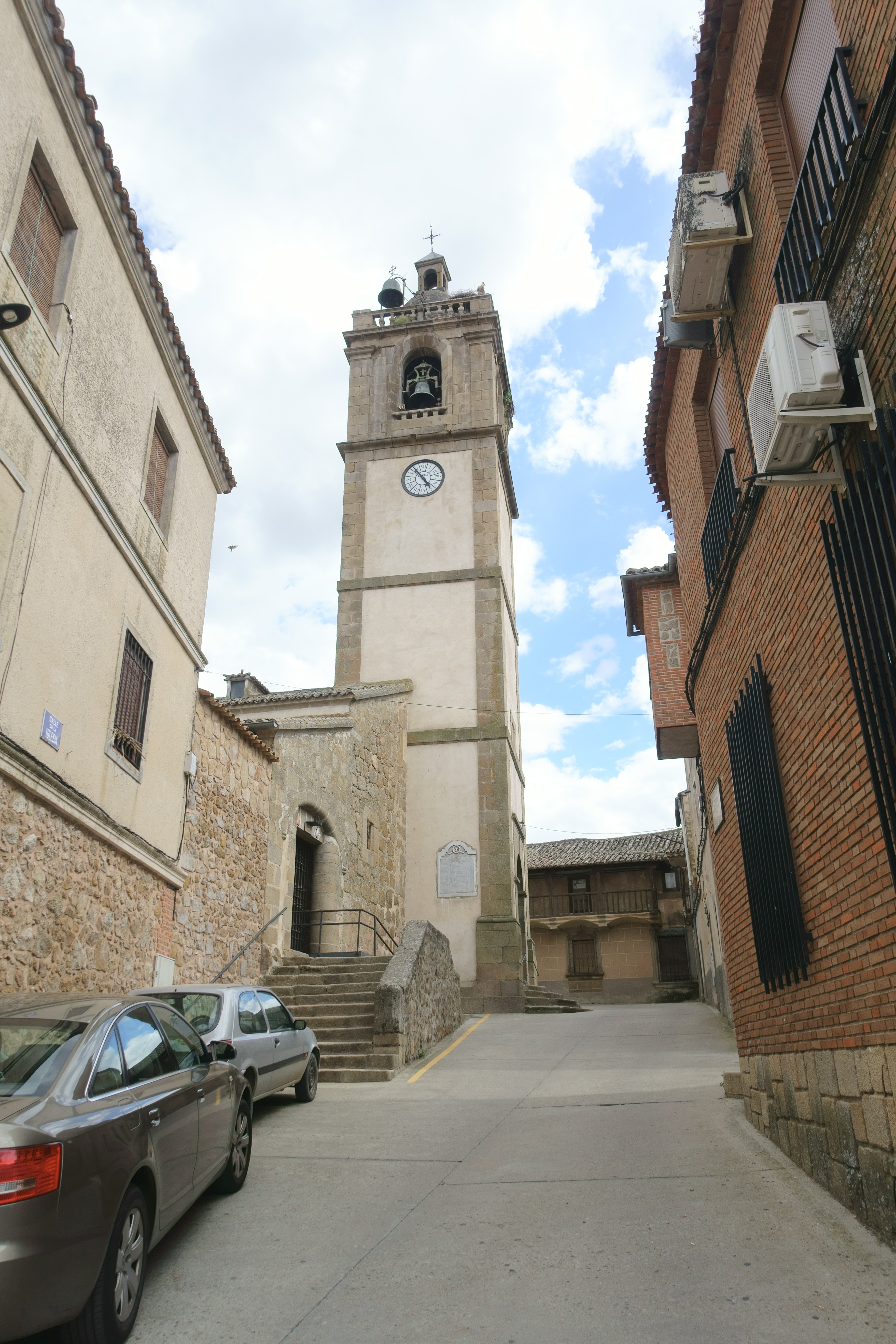
Torre de la iglesia de El Salvador

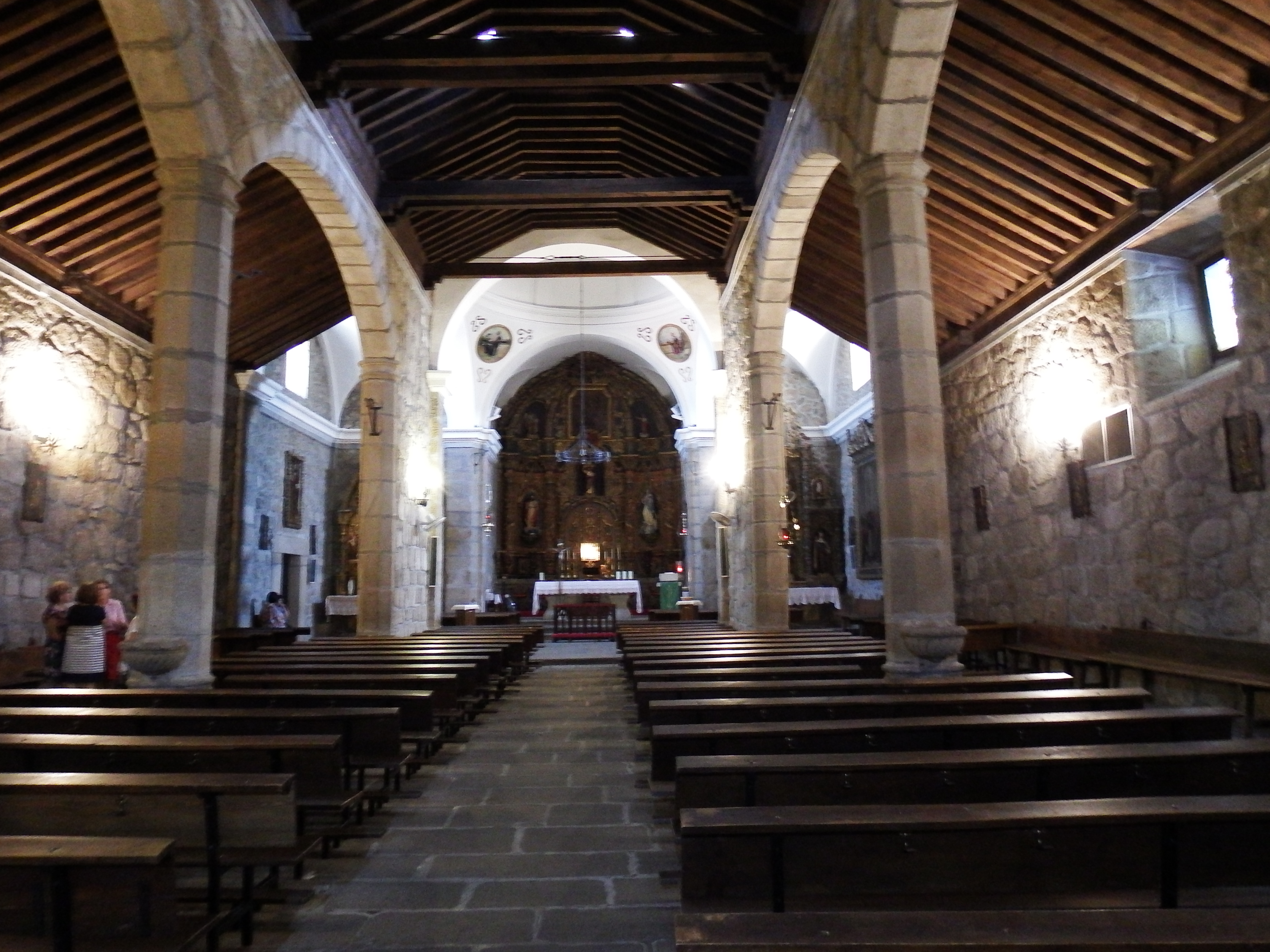
Interior de la iglesia de El Salvador

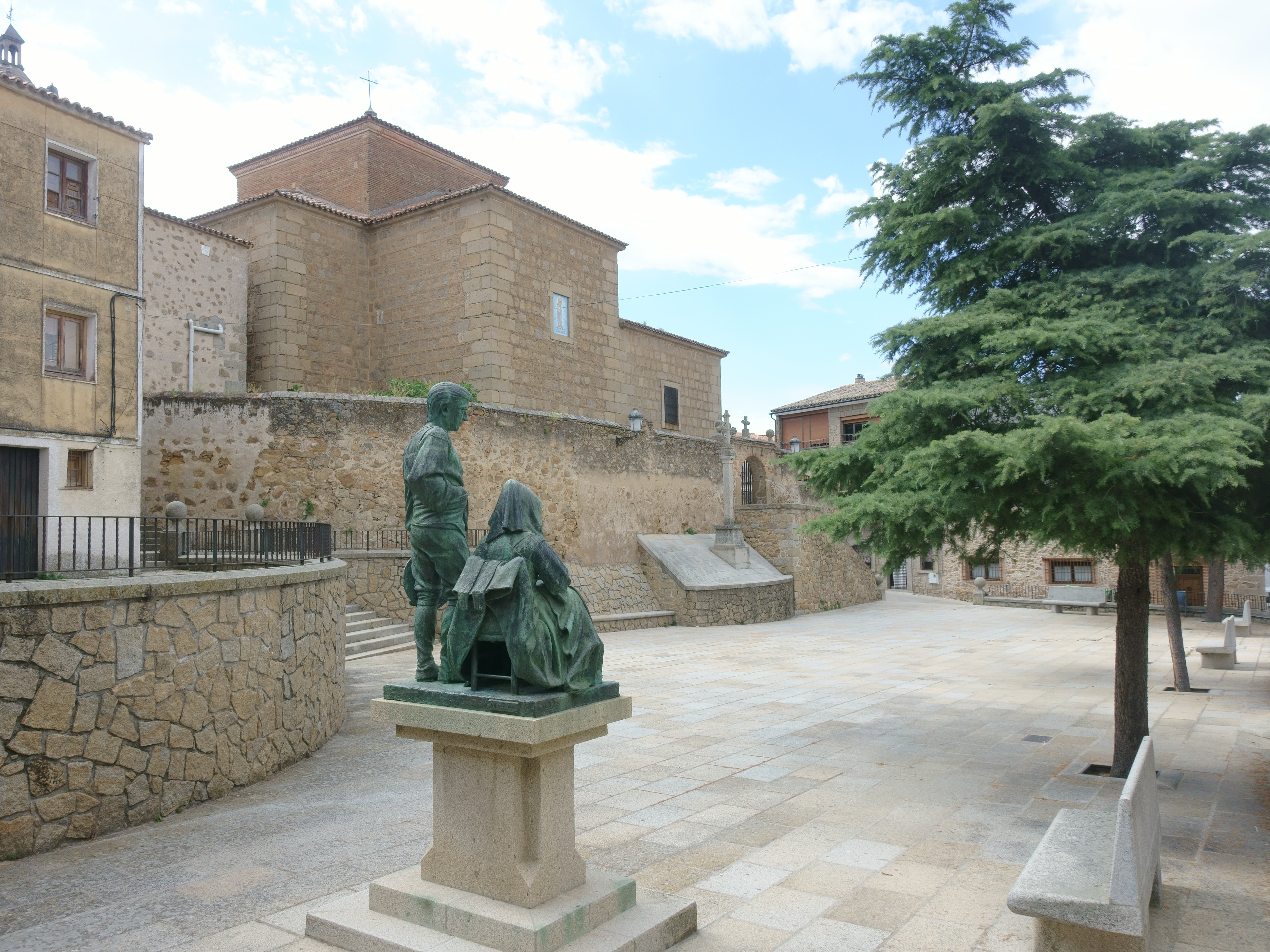
Plaza Corredera de los Toros

- Iglesia parroquial de El Salvador.

Caracterizada por su estilo gótico tardío y por la incorporación de elementos barrocos en los siglos XVII y XVIII. Posee tres naves con crucero y ábside plano, y un coro.
En las afueras del pueblo y como muestra del estilo popular, se levanta la ermita de los Santos Mártires, de planta rectangular y una sola nave cubierta a dos aguas. Se caracteriza por estar construida con aparejo toledano y mampostería en el hastial. 
- Ermita de los Santos Mártires.
- Museo Municipal Marcial Moreno Pascual.

En él se puede admirar la reconstrucción de una casa tradicional lagarterana, 50 dibujos y 33 óleos del célebre pintor lagarterano que da nombre al Museo y una interesante muestra del bordado popular que se conoce como labores de Lagartera, entre las que sobresale el típico traje lagarterano, que con tanto primor, exuberancia y delicadeza exhiben las jóvenes del pueblo en ocasiones de fiestas, procesiones y bodas. 
- Ermita de Santa Ana. En ruinas, que hizo las funciones de capilla del antiguo Cementerio.
- Casas Consistoriales.
- Calvario de Cruces.
- Colegio de las Monjas.
- Puente Grande.
- Plaza Corredera de los Toros y Monumento al Traje Típico y Bordados de Lagartera.

## Cultura

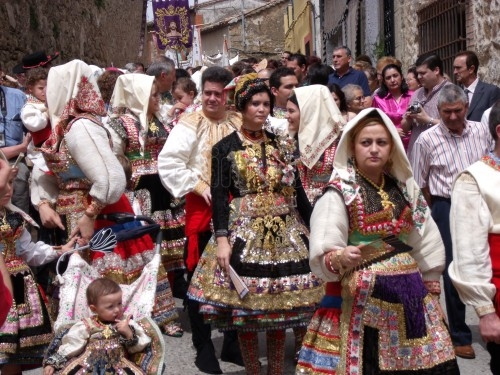
Fiesta del Corpus Christi

- Fiesta del Corpus Christi: fue declarada Fiesta de Interés Turístico Regional el 8 de marzo de 2007. En esta fiesta ornamentan y decoran las calles, e instalan altares, donde destacan especialmente los ricos bordados característicos de esta localidad.
- Zarzuela de Jacinto Guerrero llamada El huésped del sevillano, de principios de siglo melodiza con las costumbres de Lagartera haciendo aún más conocida a la localidad.

### Bordado o labores de Lagartera

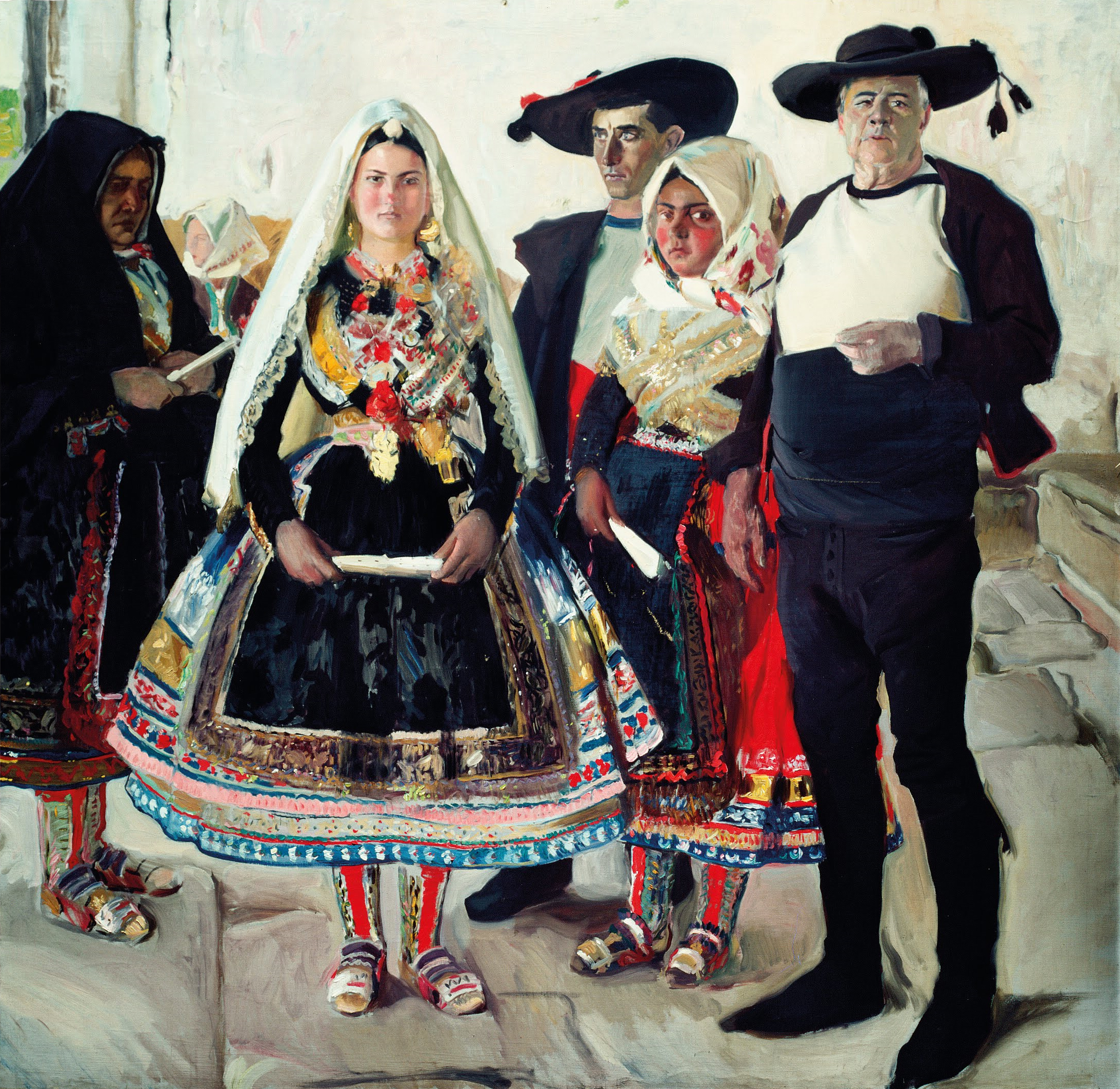
Joaquín Sorolla Indumentaria lagarterana (1912). Trajes tradicionales de Lagartera

Se conoce la existencia de un taller de labranderas propiedad de Catalina Fernández Lozano en el barrio Lagarterano de Toledillo en el siglo XVI. Julián García Sánchez, lo sitúa en 1540 y a la labrandera Juana Martínez, mujer de Benito Martín Vallejo en 1520.
Las telas que tradicionalmente se han venido utilizando para la realización de los bordados han sido linos de factura casera ya que todas las casas poseían telares de uso cotidiano. La anchura de la tela era la medida del telar, por eso frecuentemente se encuentran con añadidos que magistralmente unen las lagarteranas con randas, espiguilla o punto de escapulario; las demás costuras se disimulaban con bordados sobrepuestos. El lino se utilizaba para la indumentaria y ropa de hogar, actualmente se ha sustituido por tela de hilo de fábrica y en algunos casos acrílicos. La hebra por lo general era de lana o estambre en color natural y después teñido, pero también se utilizaba mucho la seda, sobre todo para bordar las cintas de los galones que componen la indumentaria femenina. Hoy los hilos también proceden de la industria con una gama de colores mucho más amplia.
Los ejemplares conservados de bordados lagarteranos, algunos fechados en el siglo XV, están formados por grecas bordadas y franjas de deshilado.

### El traje típico de Lagartera
Es un traje que usaban las lagarteranas para su vida cotidiana. El pintor Joaquín Sorolla en 1912 pintó dos cuadros en esta localidad: Tipos de Lagartera y Boda Lagarterana, ubicados en el Museo Sorolla de Madrid, pero que también han sido expuestos en el Museo de Nueva York.
Existen varios trajes según para que se use: el traje de galón o colorao se usaba para las grandes fiestas o acompañamiento de bodas; en verano se utilizaba con camisa de ras y pañuelo blanco a la cabeza. En invierno con jugón y pañuelo de oro.
El traje de trapillo o dominguero se usaba con pañuelo de ramoseda en verano y de paño en invierno.
Traje de novio/a, el más rico, tanto por los numerosos guardapieses como por los londres es el de novia.
El traje de hombre lleva chamarreta en verano y sayo en invierno. El de novio el camisón esta profusamente bordado y se acompaña de capa castellana.

## Fiestas
- Corpus Christi en Lagartera
- Primer fin de semana de agosto: El Salvador
- Primer domingo de octubre: el Rosario.